# 101 далматинец (мультфильм)
«101 далмати́нец» (англ. One Hundred And One Dalmatians) — 17-й по счёту полнометражный анимационный фильм, снятый студией Walt Disney Productions в 1961 году по мотивам одноимённого романа (1956) писательницы Доди Смит.

## Сюжет

Стервелла (Круэлла) Де Виль. Кадр из мультфильма

В лондонском доме живёт холостой композитор Роджер Рэдклифф и далматин Понго. Пёс решает устроить личную жизнь хозяина и вытаскивает его прогуляться в Риджентс-парк. Затея оканчивается успешно, поскольку вскоре Роджер женится на Аните, а Понго влюбляется в её собаку — далматинку Пэдди.
Спустя некоторое время на свет появляются 15 щенков. Узнав об этом, школьная подруга Аниты — одиозная модница Круэлла Де Виль пытается купить щенков, за любую цену, чтобы сшить из них себе меховую шубу, но получает строгий категоричный отказ. Тогда она поручает за большое денежное вознаграждение двум наёмным бандитам — Джасперу и Хорасу — выкрасть всех щенков и доставить в Хэлл-Холл, старое имение Де Вилей в графстве Суффолк.
Обеспокоенные Понго и Пэдди не могут дождаться результатов расследования Скотленд-Ярда и решают послать весть о похищении «Сумеречным лаем» (он же «Ночная пере-лайка»). Вскоре им приходит ответ, где можно найти пропавших щенков, и они отправляются в Суффолк спасать своих детей. В Хэлл-Холле Понго и Пэдди находят не только своих щенков, но и ещё восемьдесят четыре щенка-далматинца, купленных Круэллой. Ради их спасения собаки все вместе бегут в Лондон, преследуемые обезумевшей Круэллой и её приспешниками. Авантюра оканчивается успешно, а Роджеру и Аните ничего не остаётся, как приобрести ферму для 101 далматинца.

## Персонажи
- Понго  — далматин, пёс Роджера, муж Пэдди, отец пятнадцати щенков.
- Пэдди (Пердита) — далматинка, собака Аниты, жена Понго, мама пятнадцати щенков.
- Роджер (Родж) Рэдклифф — хозяин Понго, муж Аниты, композитор.
- Анита Рэдклифф — хозяйка Пэдди, жена Роджера.
- Круэлла Де Виль (Стервелла Де Вилль) — главная злодейка: хочет украсть щенков-далматинцев, чтобы сшить меховые шубы.
- Няня (Нэни) — кухарка и домработница Рэдклиффов.
- Джаспер — бандит, сообщник Круэллы и Хораса, вместе с Хорасом украл щенков.
- Хорас — бандит, сообщник Круэллы и Джаспера, вместе с Джаспером украл щенков.
- Лаки, Ролли, Пэтч, Фрэклз, Пэппер, Пенни и др. — щенки-далматинцы Понго и Пэдди.
- Ровер, Спотти — одни из восьмидесяти четырёх купленных щенков-далматинцев.
- Датский дог — дог из Хэмптона.
- Таузер — бладхаунд из сухих болот.
- Люси — гусыня из сухих болот.
- Полковник — бобтейл с фермы генерал-майора С. Ф. Смидли.
- Сержант Тибс — полосатый кот с фермы генерал-майора С. Ф. Смидли.
- Капитан — конь с фермы генерал-майора С. Ф. Смидли.
- Колли — колли с молочной фермы.
- Королева — одна из четырёх коров на молочной ферме.
- Принцесса — одна из четырёх коров на молочной ферме.
- Герцогиня — одна из четырёх коров на молочной ферме.
- Лабрадор — лабрадор с бакалеи из Динсфорда.
- Автомеханик — автомеханик в автомастерской из Динсфорда.
- Водитель грузовика — водитель грузовика, в котором далматинцы уехали в Лондон.
- Кнопка — Один из далматинцев.

## Роли озвучивали
Роли озвучивали:
- Понго — Род Тейлор
- Пэдди — Кэти Бауер[10]
- Роджер Рэдклифф — Бен Райт
- Роджер (вокал) — Билл Ли
- Анита Рэдклифф — Лиза Дэвис
- Круэлла Де Виль / мисс Бирдвэлл — Бетти Лу Герсон
- Няня / Люси / Королева — Марта Уэнтуорт
- Джаспер / Полковник / Механик — Дж. Пэт О’Мэлли
- Хорас / инспектор Грэйвс — Фредерик Уорлок
- Лаки — Мими Гибсон
- Ролли — Барбара Беайрд
- Пэтч — Мики Мага
- Фрэклз — Мими Уикс
- Пенни — Сандра Эбботт
- Ровер — Барбара Ладди
- Дэнни — Джордж Пеллинг
- Таузер — Тудор Оуэн
- Сержант Тибс — Дэвид Фрэнкхэм
- Капитан — Тарл Рейвенскрофт
- Колли / ведущий телевикторины — Том Конуэй
- Принцесса — Куини Леонард
- Герцогиня — Марджори Беннетт
- Лабрадор-ретривер / диктор — Рамсей Хилл
- Автомеханик — Пол Уэкслер
- Водитель грузовика — Бэзил Райсдэйл
- Певица на радио — Джинн Брунс

## Создатели
- Супервайзер производства Кен Питерсон
- Супервайзер звука Роберт О. Кук
- Редакторы Дональд Хэллидэй, Рой М. Брюэр-мл.
- Музыкальный редактор Эвелин Кеннеди
- Специальные процессы Аб Айверкс, Юстас Лайсетт
- Композитор Джордж Брунс
- Оркестровка Фрэнклин Маркс
- Песни Мэла Левена
- Автор сценария Билл Пит по книге Доди Смит "101 далматин"
- Режиссёры анимации Милт Каль, Марк Дэвис, Олли Джонстон, Фрэнк Томас, Джон Лаунсбэри, Эрик Ларсон
- Аниматоры персонажей Хэл Кинг, Лес Кларк, Клифф Нордберг, Блэйн Гибсон, Эрик Клеворт, Джон Сибли, Арт Стивенс, Юлиус Швендсен, Хэл Эмбро, Тэд Берман, Билл Кейл, Дон Ласк, Дик Лукас, Эмби Паливода
- Аниматоры эффектов Джек Бойд, Дэн МакМанус, Эд Паркс, Джек Бакли
- Лэйаут Бэзил Дэвидович, МакЛарен Стюарт, Вэнс Джерри, Джо Хэйл, Дэйл Барнхарт, Рэй Арагон, Сэмми Джун Лэнгхэм, Виктор Хабуш, Дик Анг, Гомер Джонас, Эл Зиннен
- Стилизация цвета Уолт Перегой
- Фоны Эл Демпстер, Ральф Хьюлетт, Энтони Риззо, Билл Лэйн
- Стилизация лэйаута Дон Гриффит, Эрни Нордли, Коллин Кэмпбелл
- Стилизация персонажей Билл Пит, Том Ореб
- Арт-директор и художник-постановщик Кен Андерсон
- Режиссёры Вольфганг Райтерман, Гэмильтон Ласке, Клайд Джероними

## Создание
После того как мультфильм «Спящая красавица» с бюджетом 6 миллионов долларов не окупился, поползли слухи, будто раздел мультипликации на студии Дисней закроют. Уолт Дисней нуждался в сокращении расходов. Люди вокруг говорили: «Забудь об анимации, у тебя есть телевидение, ты снимаешь игровые фильмы. У тебя есть свой парк».
Долгое время Уолт Дисней поддерживал отношения с писательницей Доди Смит ещё до экранизации её новеллы. Сама она дала положительную оценку работе Диснея и добавила, что «её книге как раз не хватало такой перчинки».

## Награды
- 1962 Фильм получил награду BAFTA Film Award — Best Animated Film USA[14].

## Сиквел и ремейк
В 1996 году вышел ремейк проекта, фильм «101 далматинец» режиссёра Стивена Херека, а в 2000 году появилось его продолжение — фильм «102 далматинца». В 2002 году выпущен сиквел — «101 далматинец 2: Приключения Патча в Лондоне».
По мотивам оригинального мультфильма создан мультсериал. В период с 1997 по 1998 год вышло 65 серий мультсериала «101 далматинец». В 2019 году вышел мультсериал «Улица Далматинцев, 101», рассказывающий о жизни потомков оригинальных героев 60 лет спустя.
В 2021 вышел фильм об истории Стервеллы (Круэллы) де Виль с Эммой Стоун в главной роли. Он рассказывает о тяжелом детстве героини и её становлении как злодейки в мире моды.